# جيش الراشدين
جيش الراشدين حركة مسلحة تتألف من عدة كتائب ظهرت أثناء الاحتلال للعراق. تنتشر في الأنبار وديالى والموصل وصلاح الدين وكركوك.وابرز مؤسسيها الكبيسي أبا اسيد وأبا الحارث والحمداني أبا فاطمة.

## التعريف والنشأة
جماعة جهادية عراقية، نشأت بعد احتلال العراق مباشرة كرد فعل عفوي ومباشر من قبل العراقيين على الاحتلال كسائر حركات المقاومة العراقية.

## الأهداف والسياسات
أهدافها وسياساتها متطابقة مع تلك التي تتبناها حركات المقاومة الإسلامية - الوطنية مثل كتائب ثورة العشرين وجماعات المقاومة الأخرى وهي تحرير العراق من قوات الاحتلال واعادة السيادة الكاملة للعراق وشعبة والمحافظة على وحدة العراق وعدم تقسيمه.

## البنية التنظيمية
تتألف من عدة كتائب؛ مثل كتيبة الكوثر، وكتيبة الفردوس، وكتيبة جنود الرحمن، وكتيبة الفجر الصادق، وكتيبة مسلم بن عقيل، وغيرها، وكل كتيبة متمركزة في منطقة من المناطق، وابرزها كتائب الايمان التي تعدل من حيث الحجم والعمل النوعي نشاط فصائل مستقلة.

## الانتشار الجغرافي
يتركز نشاطها في محافظات صلاح الدين والأنبار وديالى والموصل وكركوك فضلا عن العاصمة بغداد.

## النشاطات المسلحة
في وثيقة للجماعة بعنوان «الحكم الشرعي حول الجهاد ومتعلقاته على أرض العراق»، منشورة على الإنترنت في 28 مايو/أيار 2006، نصت على عدم جواز قتل أو مقاتلة الشيعة أو الأكراد عموماً، وأن القتال موجه إلى «الاحتلال والمتعاونين معه، أفراداً أو جماعات، حصراً». ومن هنا، كان منطقياً أن جميع العمليات العسكرية التي تبنتها في بياناتها موجهة ضد قوات الاحتلال الأمريكية.
وتستخدم الجماعة في تكتيكاتها العسكرية إطلاق قذائف الهاون، وزرع عبوات متفجرة على جانب الطرق، والقنص.
ومن أبرز العمليات، تبنيها في بيان مصور مؤرخ في 26 يونيو/حزيران 2006 تدمير مدرعة أمريكية بمنطقة الطارمية.